# Оувенсвил (Мисури)
Оувенсвил (енгл. Owensville) град је у америчкој савезној држави Мисури.

## Демографија
По попису из 2010. године број становника је 2.676, што је 176 (7,0%) становника више него 2000. године.
| Група             | 2000.         | 2010.         |
| Белци             | 2.457 (98,3%) | 2.596 (97,0%) |
| Афроамериканци    | 2 (0,1%)      | 5 (0,2%)      |
| Азијати           | 4 (0,2%)      | 12 (0,4%)     |
| Хиспаноамериканци | 9 (0,4%)      | 29 (1,1%)     |
| Укупно            | 2.500         | 2.676         |